# バイロン・ドーガン
バイロン・レスリー・ドーガン（Byron Leslie Dorgan、1942年5月14日 - ）はアメリカ合衆国ノースダコタ州の政治家である。1992年から2011年まで民主党の連邦上院議員を務めた。宗教は福音ルーテルである。

## 経歴・人物
1942年にノースダコタ州ディッキンソンで生まれる。長じて、ノースダコタ大学、デンバー大学に進み、デンバー大学ではMBAを取得している。地元・ノースダコタ州の税制委員長を経て政治経歴をスタートさせるのは、1980年からで、同年の連邦下院選で勝利を収めた後、1992年まで同職を勤める。92年以降は、同州選出の上院への鞍替えをはかり、98年、2004年の選挙でも順当に再選を果たす。ノースダコタ州は共和党が伝統的に強い州だがドーガンの政治キャリアにはほとんど影響を及ぼしてはおらず、とりわけ、共和党が大統領選と共に上下両院選でも圧勝した2004年の選挙でのドーガンの得票は驚異の68%を記録した。2010年に予定される上院選においても、ドーガンは4選を目指すと考えられていたが、2010年1月5日、政界からの引退を突如として発表する。これまでは順風満帆にキャリアを重ねてきたドーガンだが、同年の選挙を巡ってはかつてないほどの逆風を受けており、落選は確実との情勢が伝えられていた。また、同日には同じく落選の危機に立たされていたクリストファー・ドッド上院議員も引退を表明している。